# قائمة رؤساء البرازيل
هذه قائمة رؤساء البرازيل. رئيس جمهورية البرازيل الاتحادية هو الرئيس التنفيذي لحكومة البرازيل والقائد العام للقوات العسكرية الوطنية.

## الجمهورية القديمة (1889–1930)
| #  | الرئيس                                 | الصورة                              | الانتخابات | استلم المنصب                                            | ترك المنصب      | الحزب السياسي            | نائب الرئيس                                |
| -- | -------------------------------------- | ----------------------------------- | ---------- | ------------------------------------------------------- | --------------- | ------------------------ | ------------------------------------------ |
| 1  | ديودورو دا فونسيكا (1827–1892)         |                                     | 1891       | (رئيس الحكومة المؤقتة من 15 نوفمبر 1889) 26 فبراير 1891 | 23 نوفمبر 1891  | لا شيء (عسكري)           | فلوريانو بيكسوتو                           |
| 2  | فلوريانو بيكسوتو (1839–1895)           |                                     | —          | 23 نوفمبر 1891                                          | 15 نوفمبر 1894  | لا شيء (عسكري)           | شاغر                                       |
| 3  | برودنت دي مورايس (1841–1902)           |                                     | 1894       | 15 نوفمبر 1894                                          | 15 نوفمبر 1898  | الحزب الجمهوري الفيدرالي | مانويل فيتورينو (الحزب الجمهوري الفيدرالي) |
| 4  | كامبوس ساليس (1841–1913)               |                                     | 1898       | 15 نوفمبر 1898                                          | 15 نوفمبر 1902  | حزب ساو باولو الجمهوري   | فرنسيسكو دي أسيس روزا إي سيلفا             |
| 5  | رودريغز ألفيز (1848–1919)              |                                     | 1902       | 15 نوفمبر 1902                                          | 15 نوفمبر 1906  | حزب ساو باولو الجمهوري   | سيلفيانو برانداو (حزب ميناس الجمهوري)      |
| 5  | رودريغز ألفيز (1848–1919)              | أفونسو بينا (حزب ميناس الجمهوري)    | 1902       | 15 نوفمبر 1902                                          | 15 نوفمبر 1906  | حزب ساو باولو الجمهوري   |                                            |
| 6  | أفونسو بينا (1847–1909)                |                                     | 1906       | 15 نوفمبر 1906                                          | 14 يونيو 1909   | حزب ميناس الجمهوري       | نيلو بيسانيا (حزب فلومينينسي الجمهوري)     |
| 7  | نيلو بيسانيا (1867–1924)               |                                     | —          | 14 يونيو 1909                                           | 15 نوفمبر 1910  | حزب فلومينينسي الجمهوري  | شاغر                                       |
| 8  | هيرميس دا فونيسكا (1855–1923)          |                                     | 1910       | 15 نوفمبر 1910                                          | 15 نوفمبر 1914  | الحزب الجمهوري المحافظ   | فينسيسلاو براس (حزب ميناس الجمهوري)        |
| 9  | فينسيسلاو براس (1868–1966)             |                                     | 1914       | 15 نوفمبر 1914                                          | 15 نوفمبر 1918  | حزب ميناس الجمهوري       | أوربانو سانتوس دا كوستا أراوجو             |
| 5  | رودريغز ألفيز (1848–1919)              |                                     | 1918       | لم يتولى منصبه.                                         | لم يتولى منصبه. | حزب ساو باولو الجمهوري   | ديلفيم موريرا (حزب ميناس الجمهوري)         |
| 10 | ديلفيم موريرا (1868–1920)              |                                     | —          | (رئيس بالوكالة 15 نوفمبر 1918) 16 يناير 1919            | 28 يوليو 1919   | حزب ميناس الجمهوري       | شاغر                                       |
| 11 | إبيتاسيو بيسوا (1865–1942)             |                                     | 1919       | 28 يوليو 1919                                           | 15 نوفمبر 1922  | حزب ميناس الجمهوري       | ديلفيم موريرا (حزب ميناس الجمهوري)         |
| 11 | إبيتاسيو بيسوا (1865–1942)             | بوينو دي بايفا (حزب ميناس الجمهوري) | 1919       | 28 يوليو 1919                                           | 15 نوفمبر 1922  | حزب ميناس الجمهوري       |                                            |
| 12 | أرتر برنارديس (1875–1955)              |                                     | 1922       | 15 نوفمبر 1922                                          | 15 نوفمبر 1926  | حزب ميناس الجمهوري       | إستاسيو كويمبرا                            |
| 13 | واشنطن لويس بيريرا دي سوزا (1869–1957) |                                     | 1926       | 15 نوفمبر 1926                                          | 24 أكتوبر 1930  | حزب ساو باولو الجمهوري   | فرناندو دي ميلو فيانا (حزب ميناس الجمهوري) |
| –  | جوليو بريستيس (1882–1946)              |                                     | 1930       | لم يتولى منصبه.                                         | لم يتولى منصبه. | حزب ساو باولو الجمهوري   | فيتال سواريس                               |

## عهد فارغاس (1930-1946)
| #  | الرئيس                     |                            | استلم المنصب                                          | ترك المنصب     | الحزب السياسي           | الوظيفة السابقة                    | نائب الرئيس |
| -- | -------------------------- | -------------------------- | ----------------------------------------------------- | -------------- | ----------------------- | ---------------------------------- | ----------- |
| –  | أوغوستو تاسو فراغوسو       |                            | 24 أكتوبر 1930                                        | 3 نوفمبر 1930  | لا شيء (المجلس العسكري) | فريق أول الجيش البرازيلي           | شاغر        |
| –  | إيزياس دي نورونها          | أدميرال البحرية البرازيلية | 24 أكتوبر 1930                                        | 3 نوفمبر 1930  | لا شيء (المجلس العسكري) |                                    | شاغر        |
| –  | جواو دي ديوس مينا باريتو   | قاعد فرقة الجيش البرازيلي  | 24 أكتوبر 1930                                        | 3 نوفمبر 1930  | لا شيء (المجلس العسكري) |                                    | شاغر        |
| 14 | جيتوليو فارجاس (1882–1954) |                            | (رئيس الحكومة المؤقتة من 3 نوفمبر 1930) 20 يوليو 1934 | 29 أكتوبر 1945 | لا شيء                  | حاكم ريو غراندي دو سول (1928–1930) | شاغر        |
| 15 | جوسيه لينهاريس (1886–1957) |                            | 29 أكتوبر 1945                                        | 31 يناير 1946  | لا شيء                  | رئيس المحكمة الاتحادية العليا      | شاغر        |

## الجمهورية الثانية (1946–1964)
| #  | الرئيس                                     |  | الانتخابات | استلم المنصب                                   | ترك المنصب                                          | الحزب السياسي                      | نائب الرئيس                              |
| -- | ------------------------------------------ |  | ---------- | ---------------------------------------------- | --------------------------------------------------- | ---------------------------------- | ---------------------------------------- |
| 16 | يوريكو غاسبار دوترا (1883–1974)            |  | 1945       | 31 يناير 1946                                  | 31 يناير 1951                                       | الحزب الاشتراكي الديمقراطي (عسكري) | نيريو راموس (الحزب الاشتراكي الديمقراطي) |
| 17 | جيتوليو فارجاس (1882–1954)                 |  | 1950       | 31 يناير 1951                                  | 24 أغسطس 1954                                       | حزب العمال البرازيلي               | كافيه فيلهو (الحزب التقدمي الاجتماعي)    |
| 18 | كافيه فيلهو (1899–1970)                    |  | —          | (رئيس بالوكالة من 24 أغسطس 1954) 3 سبتمبر 1954 | (بموجب العجز المعلن من 9 نوفمبر 1955) 31 يناير 1956 | الحزب التقدمي الاجتماعي            | شاغر                                     |
| 19 | كارلوس لوز (1894–1961) (رئيس بالوكالة)     |  | —          | 9 نوفمبر 1955                                  | 11 نوفمبر 1955                                      | الحزب الاشتراكي الديمقراطي         | شاغر                                     |
| 20 | نيريو راموس (1888–1958) (رئيس بالوكالة)    |  | —          | 11 نوفمبر 1955                                 | 31 يناير 1956                                       | الحزب الاشتراكي الديمقراطي         | شاغر                                     |
| 21 | جوسيلينو كوبيتشيك (1902–1976)              |  | 1955       | 31 يناير 1956                                  | 31 يناير 1961                                       | الحزب الاشتراكي الديمقراطي         | جواو غولار (حزب العمال البرازيلي)        |
| 22 | جانيو كوادروس (1917–1992)                  |  | 1960       | 31 يناير 1961                                  | 25 أغسطس 1961                                       | بوديموس                            | جواو غولار (حزب العمال البرازيلي)        |
| 23 | رانييري مازيلي (1910–1975) (رئيس بالوكالة) |  | —          | 25 أغسطس 1961                                  | 7 سبتمبر 1961                                       | الحزب الاشتراكي الديمقراطي         | شاغر                                     |
| 24 | جواو غولار (1918–1976)                     |  | —          | 7 سبتمبر 1961                                  | 1 أبريل 1964                                        | حزب العمال البرازيلي               | شاغر                                     |

## نظام الحكم العسكري (1964–1985)
| #  | الرئيس                                                        |  | استلم المنصب   | ترك المنصب                                   | الحزب السياسي                      | نائب الرئيس                                                            |
| -- | ------------------------------------------------------------- |  | -------------- | -------------------------------------------- | ---------------------------------- | ---------------------------------------------------------------------- |
| 25 | رانييري مازيلي (1910–1975)                                    |  | 2 أبريل 1964   | 15 أبريل 1964                                | الحزب الاشتراكي الديمقراطي         | شاغر                                                                   |
| 26 | هومبرتو دي إلينكار كاستيلو برانكو (1897–1967)                 |  | 15 أبريل 1964  | 15 مارس 1967                                 | تحالف التجديد الوطني (عسكري)       | خوسيه ماريا ألكمين (الحزب الاشتراكي الديمقراطي • تحالف التجديد الوطني) |
| 27 | أرتور دا كوستا إي سيلفا (1899–1969)                           |  | 15 مارس 1967   | 31 أغسطس 1969 (عزل لسوء صحته) 14 أكتوبر 1969 | تحالف التجديد الوطني (عسكري)       | بيدرو أليكسو (تحالف التجديد الوطني)                                    |
| –  | 1) أوغوستو راديميكر 2) أوريليو دي ليرة تافاريس 3) مارسيو ميلو |  | 31 أغسطس 1969  | 30 أكتوبر 1969                               | لا شيء (المجلس العسكري)            | شاغر                                                                   |
| 28 | إميليو غاراستازو ميديسي (1905–1985)                           |  | 30 أكتوبر 1969 | 15 مارس 1974                                 | تحالف التجديد الوطني (عسكري)       | أوغوستو راديميكر (تحالف التجديد الوطني) (عسكري)                        |
| 29 | إرنستو جيزل (1907–1996)                                       |  | 15 مارس 1974   | 15 مارس 1979                                 | تحالف التجديد الوطني (عسكري)       | أدالبرتو بيريرا دوس سانتوس (تحالف التجديد الوطني) (عسكري)              |
| 30 | جواو فيغيريدو (1918–1999)                                     |  | 15 مارس 1979   | 15 مارس 1985                                 | الحزب الاشتراكي الديمقراطي (عسكري) | أوريليانو تشافيس (الحزب الاشتراكي الديمقراطي)                          |

## الجمهورية الجديدة (1985 حتى الآن)
| #  | الرئيس                                   | الصورة                                                   | الانتخابات | استلم المنصب                                    | ترك المنصب                                     | المدة             | الحزب السياسي                        | نائب الرئيس                                              |
| -- | ---------------------------------------- | -------------------------------------------------------- | ---------- | ----------------------------------------------- | ---------------------------------------------- | ----------------- | ------------------------------------ | -------------------------------------------------------- |
| –  | تانكريدو نيفيس (1910–1985)               |                                                          | 1985       | لم يتولى منصبه.                                 | لم يتولى منصبه.                                | لم يتولى منصبه.   | الحركة الديمقراطية البرازيلية        | جوسيه سارني (الحركة الديمقراطية البرازيلية)              |
| 31 | جوسيه سارني (1930–)                      |                                                          | —          | (رئيس بالوكالة من 15 مارس 1985) 21 أبريل 1985   | 15 مارس 1990                                   | 5 سنوات           | الحركة الديمقراطية البرازيلية        | شاغر                                                     |
| 32 | فيرناندو كولور ميلو (1949–)              |                                                          | 1989       | 15 مارس 1990                                    | (علقت واجباته من 2 أكتوبر 1992) 29 ديسمبر 1992 | 2 سنوات و289 أيام | القانون                              | إيتامار فرانكو (القانون • الحركة الديمقراطية البرازيلية) |
| 33 | إيتامار فرانكو (1930–2011)               |                                                          | —          | (رئيس بالوكالة من 2 أكتوبر 1992) 29 ديسمبر 1992 | 1 يناير 1995                                   | 2 سنوات و3 أيام   | الحركة الديمقراطية البرازيلية        | شاغر                                                     |
| 34 | فيرناندو أنريك كاردوسو (1931–)           |                                                          | 1994 1998  | 1 يناير 1995                                    | 1 يناير 2003                                   | 8 سنوات           | الحزب الديمقراطي الاجتماعي البرازيلي | ماركو ماسييل (الديمقراطيون)                              |
| 35 | لويس إيناسيو لولا دا سيلفا (1945–)       |                                                          | 2002 2006  | 1 يناير 2003                                    | 1 يناير 2011                                   | 8 سنوات           | حزب العمال البرازيلي                 | خوسيه النكار (الحزب الليبرالي، الجمهوريون)               |
| 36 | ديلما روسيف (1947–)                      |                                                          | 2010 2014  | 1 يناير 2011                                    | 31 أغسطس 2016                                  | 5 سنوات و243 أيام | حزب العمال البرازيلي                 | ميشال تامر (حركة الديمقراطية البرازيلية)                 |
| 37 | ميشال تامر (1940–)                       |                                                          | —          | 31 أغسطس 2016                                   | 31 ديسمبر 2018                                 | 2 سنوات و123 أيام | الحركة الديمقراطية البرازيلية        | شاغر                                                     |
| 38 | جايير بولسونارو (1955–)                  |                                                          | 2018       | 1 يناير 2019                                    | 1 يناير 2023                                   | 4 سنوات           | PSL بدون حزب PL                      | هاميلتون موراو                                           |
| 39 | لويس إيناسيو لولا دا سيلفا (مواليد 1945) | Third presidential portrait of Luiz Inácio Lula da Silva | 2022       | 1 يناير 2023                                    | في المنصب                                      | 2 سنوات و165 أيام | حزب العمال البرازيلي (برازيل الأمل)  | جيرالدو الكمين                                           |

## مقالات متعلقة
- لويس إيناسيو لولا دا سيلفا
- إمبراطور البرازيل
- تاريخ البرازيل
- الديمقراطية في البرازيل
- حقوق الإنسان في البرازيل